# Mwambutsa IV do Burundi

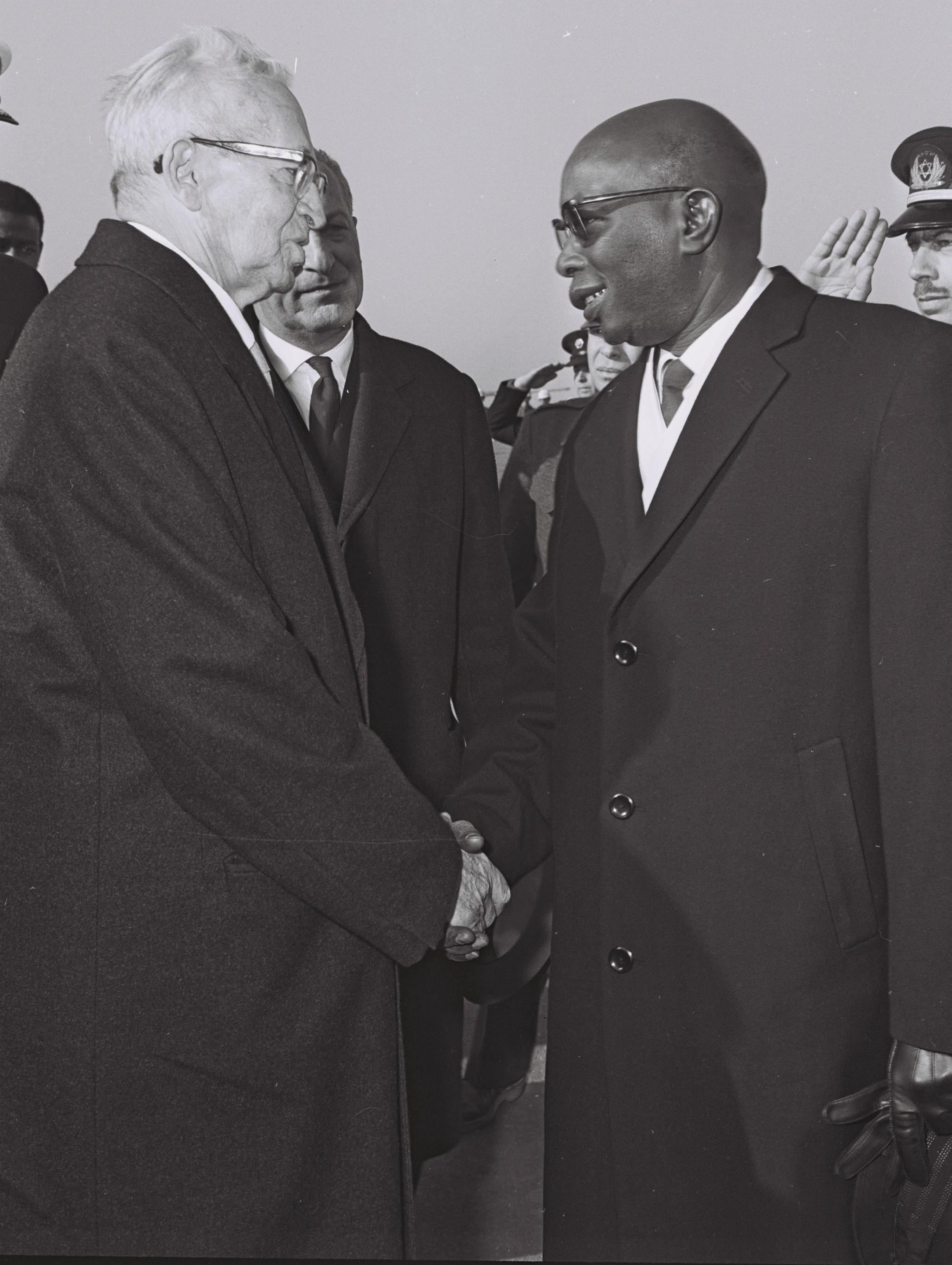
Mwambutsa em encontro político

Mwambutsa IV Bangiricenge (6 de maio de 1912 - 26 de março de 1977) foi rei (mwami) do Burundi que governou entre 1915 e 1966. Obteve o trono com a morte de seu pai Mutaga IV Mbikije (1908-1915).  Nascido enquanto o Burundi estava sob o domínio colonial alemão, o reinado de Mwambutsa coincidiu principalmente com o domínio colonial belga (1916-1962). Os belgas mantiveram os monarcas de Ruanda e do Burundi sob a política de domínio indireto.

## Biografia
Mwambutsa IV nasceu Príncipe Bangiricenge em c. 1912. Como outros reis do Burundi, era da etnia ganwa (tutsi). Tornou-se rei, assumindo o nome de reinado Mwambutsa, em 16 de dezembro de 1915, quando ainda era um bebê após a morte de seu pai em uma disputa familiar.  Por causa de sua idade, uma regência foi declarada. Vários membros da família, incluindo a Rainha Mãe Ririkumutima, serviram como regente. No momento da sua coroação, o Burundi fazia parte da África Oriental Alemã, mas seria capturado pela Bélgica em 1916 durante a Campanha da África Oriental na Primeira Guerra Mundial. Em 1925, foi estabelecido um amplo conselho de regência com aprovação belga.  Mwambutsa tornou-se um governante por seu pleno direito em 28 de agosto de 1929.
Na independência de Burundi em julho de 1962, Mwambutsa IV tornou-se chefe de Estado do Burundi com um poder político de grande alcance. Em Ruanda, a monarquia foi derrubada entre 1959 e 1962. Tentou equilibrar as tensões étnicas entre os súditos hutus e tutsis escolhendo seus primeiros-ministros de cada grupo étnico alternadamente.  Em outubro de 1965, oficiais do governo hutu tentaram um golpe de Estado contra a monarquia. Apesar do fracasso em assumir o poder, Mwambutsa fugiu para o exílio na República do Congo, posteriormente se mudando para a Suíça. Em março de 1966, designou seu único filho sobrevivente para exercer seus poderes no local. Ainda no exílio, Mwambutsa foi deposto oficialmente em um segundo golpe de Estado e conduziu seu filho ao poder como Ntare V em 8 de julho de 1966. A monarquia foi finalmente abolida completamente em um terceiro golpe em novembro de 1966 e seu líder, Michel Micombero, chegou ao poder como presidente e ditador de facto. Mwambutsa passou o resto de sua vida na Suíça, onde morreu em 1977. 
Os restos mortais de Mwambuta foram exumados de seu local de enterro na Suíça em 2012 com o objetivo de repatriar-los ao Burundi para um funeral de Estado. Depois de uma batalha legal, no entanto, os restos seriam reenterrados na Suíça em 2016, de acordo com os desejos de sua família.